# Tommasi
Tommasi is een historisch merk van motorfietsen.
De bedrijfsnaam was: Ditta Motocicli Tommasi, Genova.
Dit was een Italiaans merk dat in 1926 en 1927 motorfietsen produceerde. Daarvoor werden 123- en 246cc-Della Ferrera-tweetakt-inbouwmotoren gebruikt, die in eigen frames gemonteerd werden.